# Данилевський Григорій Петрович
Даниле́вський Григо́рій Петро́вич (рос. Данилевський Григорій Петрович; 14 (26) квітня 1829, с. Данилівка, Ізюмський повіт, Слобідсько-Українська губернія, тепер Харківська область — 6 (18) грудня 1890, Санкт-Петербург) — український російськомовний письменник і публіцист, чиновник, мандрівник, етнограф, історик, автор численних романів і наукових розвідок з минулого України. Член Харківського стат. комітету (1863), Товариства шанувальників словесності при Московському університеті (1867), Товариства для допомоги нужденним літераторам і вченим (1868), Російського географічного товариства (1870).

## Життєпис
Народився в селі Данилівка (Ізюмського повіту Слобідсько-Української губернії). Походив з козацько-старшинського роду. Син поміщика, колишнього офіцера П.Данилевського (1802—1838 або 1839) та його дружини Катерини (1810—1875), випускниці Харківського інституту шляхетних панянок, до шлюбу Купчинової (у другому шлюбі — Іванчина-Писарєва).
До 1841 року здобував освіту вдома, потім — у Московському дворянському інституті, з 1846 — на камеральному відділенні юридичного факультету Петербурзького університету. Дебютував у журналістиці  («Иллюстрация», «Звездочка», «Ведомости Санкт-Петербургской городской полиции»).
4 травня (22 квітня) 1849 року арештований у справі петрашевців і замкнений до Петропавловської фортеці, проте 22(10) липня випущений через недоведеність звинувачень. Підпав під поліційний нагляд. Після закінчення навчання зі званням кандидата (1850) служив у Міністерстві народної освіти. Співробітничав із часописами різних напрямків. 1851 року надрукував поетичну збірку «Крымские стихотворения», познайомився з Миколою Гоголем, якого певною мірою наслідував, а в літературній полеміці 1852 року підтримав.
У 1850—1852 та 1854—56 роках навідував Україну, південь Росії. Видав збірку «Слобожане» (1854), умістивши в ній, зокрема, «Повесть о том, как казак побывал в Бахчисарае» (раніше обнародувану в місячнику «Современник», 1852, кн. 6). На основі даних, зібраних у відрядженнях од петербурзької археографічної комісії та морського міністерства виклав розвідки «Частные и общественные собрания старинных актов и исторических документов в Харьковской губернии», «Полтавская старина в отношении ко времени Петра Великого», «Суворовские бумаги, сохраненные в семействе бывшего его правителя дел Куриса», «Чумаки: Из путевых заметок 1856 г. о нравах и обычаях украинских чумаков», «Основьяненко» (остання разом із пізнішими біографіями В.Каразіна й Г.Сковороди, а також статтею «Харьковские народные школы (с 1732 по 1865 г.)» — у книзі «Украинская старина», виданій у Харкові 1866 і відзначеній Уваровською премією Петербурзької АН 1868). Виступав як драматург (п'єса «Пир у поэта Катулла»), прозаїк («Екатерина Великая на Днепре», «Хуторок близ Диканьки» тощо). Складав віршовані «Украинские сказки», котрі від 1853 витримали кілька видань. Перекладав Вольтера, В.Шекспіра з оригіналів, фольклорні твори — з української на російську.
1857 року, пішовши у відставку та взявши шлюб з Юлією Замятиною, оселився на Харківщині, мешкав переважно в селах Петровське та Катеринівка Зміївського повіту. Провадив археологічні розкопки. Обирався депутатом місцевого комітету з поліпшення побуту поміщицьких селян, губернським гласним, почесним мировим суддею. За дорученням уряду інспектував школи. 1868 року — присяжний повірений Харківського судового округу. Ініціював будівництво Курсько-Харківсько-Азовської залізниці.
Подорожував за кордоном (1860), налагодив кореспонденцію до Вільної російської друкарні. Публіцистичні свої праці поширював і в легальній пресі (матеріали з сел. та нац. питань, а також мандрівні нотатки у петерб. часописах здебільшого підписував «А.Скавронский»). 1859 у газ. «Одесский вестник» надрукував нарис «Разбойник Гаркуша (Из преданий о Харьковской и Черниговской губерниях)». Автор низки соціальних романів і повістей, серед яких — «Село Сорокопановка» (1859), «Беглые в Новороссии» (1862), «Воля» (1863), «Новые места» (1867).
1869 року став на службу до МВС, од 1870 — помічник редактора, з 1881 — головний редактор газети «Правительственный вестник», із 1882 — член ради Головного управління в справах друку. З 1886 — таємний радник. У белетристиці значною мірою зосередився на творах історичного тематики, у тому числі «Потемкин на Дунае» (1876), «Уманская резня: Последние запорожцы» (1878), «Мирович» (1875—79), «На Индию при Петре I» (1879), «Княжна Тараканова» (1882), «Сожженная Москва» (1886), «Черный год» (1888—89). Був одним із фундаторів Харківського художньо-промислового музею. Кавалер орденів: Святого Станіслава 1-го ступеня (1881), Святої Анни 1-го ступеня (1883), Святого Володимира 2-го ступеня (1890).
Помер у місті Санкт-Петербург, похований у селі Пришиб (Зміївського повіту Харківської губернії). 1962 року в селі Данилівка йому споруджено пам'ятник. Бібліотека Данилевського (понад 3000 томів) зберігається в Харківській науковій бібліотеці ім. В.Короленка.

Автор історичних романів: «Мирович», «Княжна Тараканова», «Беглые в Новороссию», «Воля» та ін.
За мотивами однойменного оповідання письменника А. Бучма створив фільм «За стіною» (1928).
]].
Одним з нащадків письменника був знаний вчений-ентомолог, полтавчанин О. С. Данилевський.

## Пам'ять
На честь літератора названо астероїд 3964 Данилевський і вулицю у Слов'янську.

## Твори
- Збігці в Новоросії. Львів, 1892;
- Нові землі. Львів, 1897;
- Сочинения, т. 1—24. СПб., 1902;
- Письма П. А. Плетневу, И. С. и С. Т. Аксакову. «Русская литература», 1979, № 4;
- Письма к Я. П. Полонскому. В кн.: Ежегодник рукописного отдела Пушкинского Дома на 1978 г. Л., 1980.
- Основьяненко / сочинение Григория Данилевского; с портретом Квитки, снимком его почерка и домиком Основы. СПб.: в Типографии Королева и К°, 1856.
- Украинская старина: матеріалы для исторіи украинской литературы и народнаго образованія [Архівовано 20 грудня 2018 у Wayback Machine.]. Харьковъ. Изданіе Заленскаго и Любарскаго, 1866.
- Данилевский Г. П. Украинская старина : материалы для истории укр. лит. и нар. образования / Г. П. Данилевский. – Харьков : Изд. Заленскаго и Любарскаго, 1866. – 406 с. [Архівовано 22 вересня 2020 у Wayback Machine.]